# Starfield Hanam
Starfield Hanam là khu phức hợp mua sắm ở Hanam, Gyeonggi, Hàn Quốc. Đây là trung tâm mua sắm lớn thứ hai ở Hàn Quốc.